# Rubén García Benavides

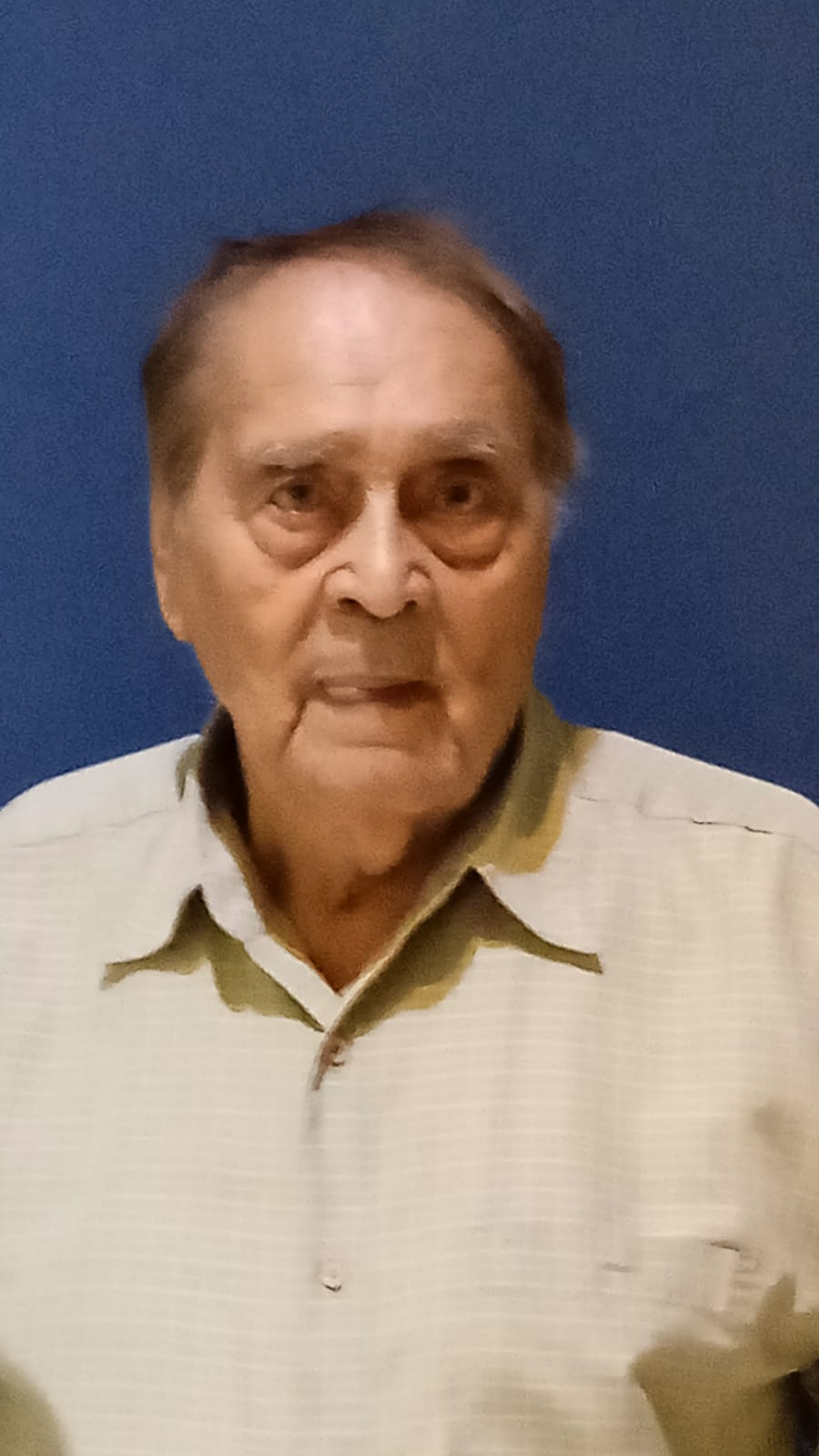
Rubén García Benavides

Rubén García Benavides (8 de marzo de 1937, en la Hacienda El Vallado, Cuquío, Jalisco) es un artista plástico y pionero de la pintura bajacaliforniana en Mexicali. 

## Primeros años
Hijo de Luciano García, trabajador del Programa Bracero en el Valle Imperial California, previo aprendiz de ranchero y albañil en Jalisco, y de María Benavides. Estudió su primaria en el rancho los Arcos y Cuquío Jalisco. A los 15 años visitó Mexicali con su tío Simón García, que también trabajaba en el Valle Imperial.
En 1956 a los 19 años se trasladó a Mexicali, y su tío Simón, le patrocinó los estudios en la Escuela José Clemente Orozco del Instituto de Ciencias y Artes del Estado, en Mexicali, B.C., donde cursó de 1956 a 1959.  También estudió y terminó como maestro normalista y fue comisionado a Durango. Fue director de 1965 a 1990, en la escuela de artes en la que estudió. 

## Trayectoria
Realizó exposiciones colectivas e individuales desde los años cincuenta. En 1967 incursionó en el periodismo cultural en 5 periódicos bajacalifornianos, aportando trabajos sobre temas artísticos y de la cultura regional publicando:

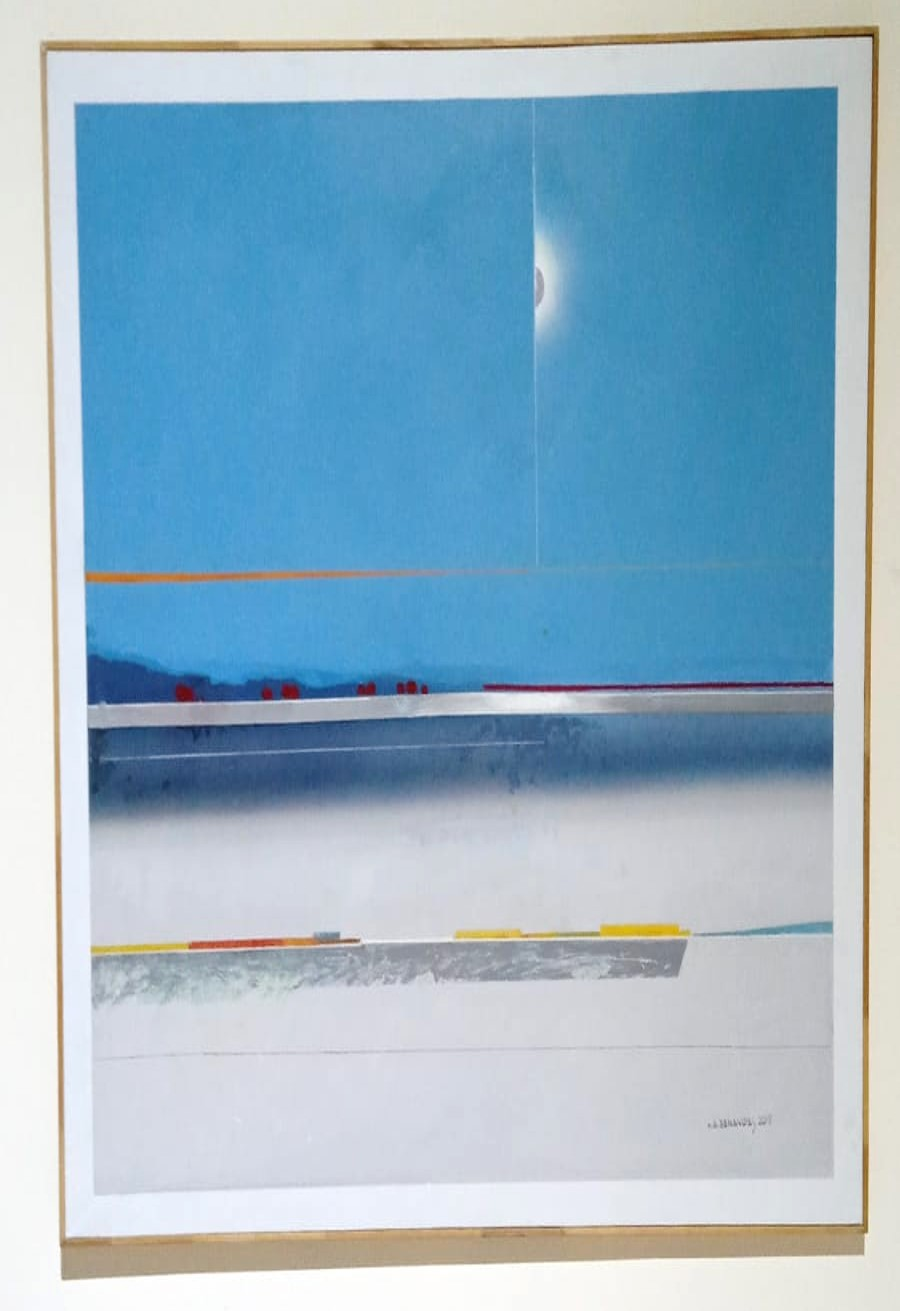
Medio Día en el Salar Bajacaliforniano

- Diccionario Biográfico Enciclopédico de la pintura mexicana dirigido por José Manuel Caballero (1979)
- Panorama histórico de B.C. (1983) coordinado por David Piñera
- Introducción al dibujo y ambientación arquitectónica (1984)
- Las rutas de la luz: el paisaje de Baja California (1995) por Gabriel Trujillo
- 30 artistas de BC (1988)
- Los rostros del oficio (2001)
- Blancos Móviles (2007)

Desde 1972, fue catedrático de medios de expresión gráfica de la Facultad de Arquitectura de la Universidad Autónoma de Baja California (UABC). Su trabajo se vende principalmente en San Diego California y un poco en Mexicali, obras que varían desde 3 y 4mil dólares, hasta doce mil.
De entre las más de 30 exposiciones del artista, algunas de las más importantes son:
- 2016, Un canto al espacio horizontal, en el Centro Estatal de las Artes (CEART) de las ciudades de Baja California. Varias obras evocan grandes paisajes horizontales del desierto y sus valles, como lo muestran algunos títulos relacionados con la Laguna Salada, Valle de San Fernando, Valle Imperial, Canto desértico, nocturnos del Valle, por lo que Rubén acierta al decir:

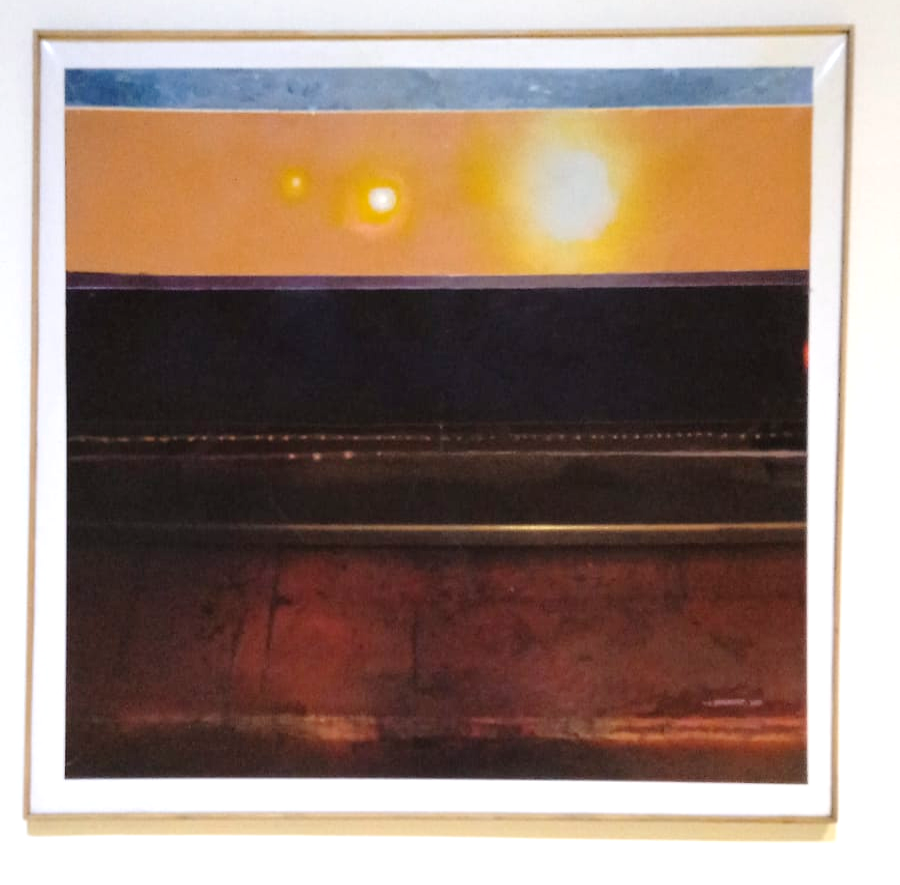
Pintura. Triplemente Grato Atardecer

- Pintura. Triplemente Grato Atardecer“Convierto en horizontes todas las visiones”.
- 2011, 2012 “La Rumorosa entre nubes, de aquí somos” Centro Estatal de las Artes de Mexicali.
- 2011, Horizontes mi pretexto, II. En la Sala de Artes Rubén García Benavides de la Universidad Autónoma de Baja California, Mexicali.
- 2010, Centro comunitario de la UABC, Mexicali. (Hoy “Sala de Artes: Rubén García Benavides”), con motivo de su reconocimiento como “Profesor Emérito”, por la misma Universidad Autónoma de Baja California.
- 2008, Estos desiertos fértiles”. Gran retrospectiva 50 años, Centros Estatales de las Artes de Mexicali, Ensenada, Rosarito y Tecate. Baja California.
- 2008, Libro “Blancos móviles” por el Instituto de Cultura de Baja California de fotografía digital con acrílico sobre canvas de vinil, y Fotografías intervenidas, todo con rumbo hacia su propuesta de horizontes. Al contrario de otros artistas, usa y respeta la línea recta, asunto que otros odian y evaden.[3]
- 2005, Horizontes mi pretexto. Galería central del Centro Comunitario de la UABC, campus Mexicali, hoy Sala de Artes: Rubén García Benavides.
- 2004, Plástica de Baja California en Alhóndiga de Granaditas Guanajuato, en el Festival Cervantino.
- 2002, Homenaje a Pizarro, en el vestíbulo de Palacio Municipal de Mexicali.
- Freeways de California, Paisaje estilo Impresionista, de Central Coast California, Valles Imperial  California y Valle de Mexicali.
- 1998, Galería “Eclipse”, Encinitas California.
- 1990, 94 y 96 Centro Cultural Tijuana, (CECUT).
- 1989, The Art Connection Gallery, Palm Spring, Ca.
- 1989, Yuma Art Centre. Yuma Arizona.
- 1986, Confrontación 86, en Palacio de Bellas Artes, Ciudad de México con el INBA.
- 1980, en Galería HB, en el Palacio de Minería de Ciudad de México.
- 1971, El paisaje de México, en el pasaje del Metro Zócalo – Pino Suárez.

Su obra aparece en los libros:  
- Rubén García Benavides. Trayectoria artística (1990) por UABC.
- Cecut. 10° aniversario (1992).
- Las rutas de la luz (1995), publicada en la revista Yubai, de la UABC.
- Voces y reflejos, del Instituto de Cultura de Baja California.
- Rubén García Benavides (1988) de Gabriel Trujillo Muñoz.
- Hacedores de imágenes. Plástica bajacaliforniana contemporánea (2004) de Roberto Rosique.
- Trazos culturales (2009), del poeta mexicalense Valdemar Jiménez Solís.
- Los diablitos. Diez mil años de artes plásticas en Baja California (2011), de Gabriel Trujillo Muñoz.
- Patrimonio natural e histórico de Baja California (2011) compilado por Virgilio Muñoz.
- Artes plásticas número 3, UNAM; de Raquel Tibol.
- Proceso número 171, y de Teresa del Conde en 1987.

## Reconocimientos
- 1977, 1979, 1981 y 1993, Primer lugar en pintura en las Bienales Plástica de Baja California; y en acuarela en 1980 . [4]
- 1992. Reconocimiento al Mérito Académico por la Universidad Autónoma de Baja California, como docente de la Facultad de Arquitectura, UABC.
- 2000. Reconocimiento de Creador Emérito por el Fondo Nacional para la Cultura y las Artes, a través del Instituto de Cultura de Baja California.
- 2000. Invitado como parte del jurado de la exposición: “Pintura Norte”, expuesta en Monterrey Nuevo León por el Consejo Nacional para la Cultura y las Artes.
- 2008. Es nombrado “Ciudadano Distinguido”, por el Gobierno de Baja California, en el 57 aniversario de la fundación del Estado de Baja California.
- 2009. Reconocimiento de “Profesor Emérito”, promovido ante el Consejo Universitario por la Facultad de Arquitectura y Diseño de la misma universidad.
- 2011. Se otorgó el nombre de: “Sala de Artes Rubén García Benavides” a la galería central de la Universidad Autónoma de Baja california, ubicada en el Centro Comunitario del campus Mexicali, por el Consejo Universitario, el 1 de diciembre de 2011.[5]
- 2012. Se le reconoce como “Forjador de Baja California” por la Fundación Acevedo, el 24 de septiembre en Rosarito Baja California.

De su obra, el escritor Gabriel Trujillo Muñoz dice: 
Apropiarse de un lugar, tomarlo para sí, abrir la cerradura del ojo y escudriñar el laberinto de imágenes que el mundo es y representa. Dar cuerpo a lo innombrado, desglosar la luz para hacerla perceptible al común de los mortales, ubicar la distancia en sus diversas perspectivas, romper nuestras arcaicas maneras de ver, apuntalar los detalles con tremenda simetría. Hacer que el horizonte avance por el filo de la mirada, imponer a la mujer como una estribación en el flanco de la vida, como una costilla al costado de Dios. Tales son algunas tareas que Rubén García Benavides ha Realizado.
Su esposa fue Juana Valdez maestra y escultora.